# Neue Sorge (Königsberg)
Neue Sorge war ein Stadtteil von Königsberg (Preußen). Er lag innerhalb des Stadtwalles, nördlich des Sackheim, östlich des Schlossteichs und westlich von Kalthof.

## Name
Der Name ist prußisch abzuleiten und verweist auf einen Wachtposten: sargs ‚Wächter‘, ‚Behüter‘, ‚Pförtner‘, ‚Schließer‘, ‚Sicherung‘. 1405 ist im Samland ein Dorf Sorgin belegt, dessen genaue Lage heute jedoch umstritten ist.
Dem Volksmund nach soll sie „ihren Namen daher erhalten haben, daß der damalige preußische Statthalter, Fürst Bogislaus Radzivil, als man ihn ersuchte, diesem neuen Stadttheil einen Namen zu geben, ‚wieder eine neue Sorge!‘ ausgerufen haben soll.“

## Lage
Die drei Königsberger Städte waren von sogenannten Freiheiten umgeben. Die Neue Sorge gehörte neben der Burgfreiheit, dem Tragheim, dem Roßgarten und dem Sackheim zum Schloss. Hauptstraße war die Neue-Sorge- oder Gumbinnerstraße, später Königsstraße, die zum Gumbinner Tor oder Königstor führte. Nördlich wurde der Stadtteil durch die Kalthöfschestraße begrenzt. Das Gebiet des Stadtteils gehört heutzutage zum Leningrader Rajon.

## Geschichte
Das Gerichtssiegel stammt aus dem Jahr 1662 und zeigt eine Hand aus den Wolken, die ein Winkelmaß zwischen zwei offenen Augen hält. Unter dem Kurfürsten Friedrich Wilhelm (1620–1688) erhielten hier Hofbediente Ländereien geschenkt, die bereits Häuser mit besonderen Privilegien besaßen. Das geschenkte Land konnten sie selbst nutzen oder auch gegen Zins anderen überlassen. Die Neue Sorge bestand also überwiegend aus Adelshäusern, den sogenannten „Adligen Gründen“. Sie unterstanden nicht der Gerichtsbarkeit des Oberburggrafen.

„Auf der Neuensorge liegen: die französisch-reformirte zwischen 1733 und 1736 erbaute Kirche, wozu Friedrich Willhelm der Erste 12000 Thaler gab. Das Gebäude ist für seinen Umfang zu niedrig. Die Thüre hat ein sehr starkes, mit sehr massiven Säulen gestütztes Fronton. Das Hauptfronton am Dache darüber ist hingegen sehr schwach, und über der Hauptthüre ist ein großes halbzirkelförmiges Fenster angebracht. Ohnweit der Kirche liegt der deutsch-reformirte Kirchhof, den 1623 Georg Willhelm den Reformirten schenkte, da ihnen die Lutheraner bei den Beerdigungen manche Schwierigkeiten machten; und das Geschenk dieses Kirchhofs veranlaßte manchen Streit mit den Ständen. Der kleine Jägerhof oder das Jagdzeughaus dient zur Wohnung einiger Forstbedienten und Aufbewahrung der Jagdgeräthe. Das Königliche Haus dient zur ecole militaire und zur Wohnung der Lehrer bei der Kunstschule. Auf der Neuensorge liegt das vor Kurzem errichtete Zimmermannsche Stift, in der Kalthöfschen Straße das französisch-reformirte und von Bronikowskische Stift. Die Häuser des Herrn Grafen Dohna aus Schlodien find in Betreff der Privilegien den Dohnaschcn Gründen in der Junkergasse gleich, und es wird darin auch die Brauerei getrieben. Die gräflich Dönhof-Wolfsdorfschen Häuser haben gleiche Privilegien, sich aber der eignen Jurisdiction begeben, und das Haus des Herrn Grafen von Schlichen auf Gerdauen, vormals des Herrn Landhofmeister Grafen von Gröben, besitzt gleichfalls eigne Gerichtsbarkeit. Zu den besten Häusern auf der Neuensorge gehören: das regelmäßig gebaute Haus des Herrn Grafen von Schulenburg; das gräflich Eulenburgsche, das von Bolschwingsche Haus mit drei Risaliten, das gut eingerichtete Gerlachsche und das Höpfnersche Haus, das von Kurowstische Haus in der Willhelmsstraße und das Haus des Negotianten Schnell und das Dornsche Haus.“

Später lagen in diesem Stadtteil das Landratsamt, die Kunst- und Gewerkschule, die „Deutsche Ressource“, ein Gymnasium, ein Ober-Lyzeum, die „Ostpreußische Feuersocietät“ sowie Polizeiunterkünfte. Südlich der Königstraße zum Sackheim hin befanden sich: Ober-Realschule, Lyzeum, französisch-reformierter Kirchhof, St.-Elisabeth-Krankenhaus, Landeshaus, Städtisches Waisenhaus.

## Sakralbauten
- Lutherische Kirche. Baubeginn 1640; wegen Streit mit den Katholiken, die sich darüber beschwerten, dass ihnen die Kirche zu nahe gelegen sei, konnte der Bau erst 1648 vollendet werden.
- Französisch-reformierte Kirche, zwischen 1733 und 1736 erbaut